# المعتقلون الأردنيون في غوانتانامو
اعتقلت الولايات المتحدة ثمانية أردنيين في معتقل غوانتانامو.
بينما عدد المعتقلين الكلي هو 779 معتقل إداريًا خارج نطاق القضاء في معتقل غوانتانامو الأمريكي في كوبا منذ فتح معسكرات الاعتقال في 11 يناير 2002، وانخفص العدد إلى 160 تقريبًا في ديسمبر 2013.

## القائمة
| رقم الاعتقال | الاسم                     | الصورة | تاريخ الاعتقال | تاريخ إطلاق السراح | ملاحظات |
| ------------ | ------------------------- | ------ | -------------- | ------------------ | --- |
| 50           | زيد محمد سعيد الحسين      |        | 2002-01-17     | 2007-11-09         | |
| 169          | أيمن محمد سلمان العمراني  |        | 2002-02-13     | 2003-11-30         | |
| 589          | خالد الأسمر               |        | 2002-07-15     | 2005-07-19         | تم اعتقاله في باكستان في يناير 2002، وتم تسليمه إلى الأردن في 19 يوليو 2005.                                         |
| 651          | أسامة حسن أحمد أبو كبير   |        | 2002-06-08     | 2007-11-02         | |
| 662          | أحمد حسن جميل سليمان      |        | 2002-06-08     | 2007-11-02         | |
| 711          | حسن خليل محمود عبد الحميد |        | 2002-08-05     | 2003-11-18         | |
| 905          | جميل البنا                |        | 2003-02-07     | 2007-12-19         | أردني من أصل فلسطيني ولد في أريحا بالضفة الغربية وهو لاجئ في المملكة المتحدة، اعتقل في غامبيا بينما كان في رحلة عمل. |
| 1018         | أسامة عبد الرحمن أحمد     |        | 2003-05-09     | 2004-03-31         | |